# Pošlost'
Per pošlost si intende la caratteristica precipua della società russa dell'Ottocento analizzata in particolar modo da Nikolaj Vasil'evič Gogol' lungo tutta la sua produzione di carattere "realistico" (sul realismo gogoliano vi è stato, ed è tuttora aperto, un acceso dibattito) o "satirico-grottesco".

## Definizione e traduzione del termine
Mirskij difende l'intraducibilità del termine, ma le dà la definizione di «"meschinità autosoddisfatta", morale e spirituale.»
In generale, qualsiasi dizionario russo-italiano riporta come prima traduzione volgarità, che se contestualizzata nella maniera su detta, risulta essere la traduzione più vicina al termine.